# Гутторм I
Гутторм I Сігурдссон (1199–1204) — король Норвегії у 1204 році. Номінальний очільник партії біркебейнерів.

## Життєпис
Син принца Сігурда та онук Сверріра I, короля Норвегії. Після раптової смерті короля Гокона III 1 січня 1204 року Гутторма оголосили новим королем. Його опікуни разом з флотом вирушили з Бергена та Нідароса, де на тінзі було закріплено це рішення. Цей поспіх був викликаний двома обставинами. З одного боку права на трон висунув ще один небіж Гокона III — Гокон Схиблений. Лідери біркенбейнерів не бажали робити його королем. З іншого, скориставшись безвладдям у країні, з Данії зі значним військом та підтримкою Вальдемара II, короля Данії, прийшов новий претендент та лідер баглерів Ерлінг, син Магнуса V, короля Норвегії.
Утім, володарювання нового короля тривало недовго — через кілька місяців після коронації він захворів та помер у Нідаросі (11 серпня).